# Ever Free
"Ever Free" é o décimo single do músico japonês hide, o terceiro a sob o hide com o nome Spread Beaver, lançado em 27 de maio de 1998, 25 dias após sua morte. Estreou como número um nas paradas da Oricon, substituindo seu single anterior "Pink Spider" e foi o 23.º single mais vendido do ano, sendo certificado dupla platina pela RIAJ.
O criador de Danganronpa, Kazutaka Kodaka, um fã de longa data de hide, recebeu permissão para usar essa música no encerramento do arco Hope do anime Danganronpa 3: The End of Hope's Peak High School.[carece de fontes?]

## Lançamento e recepção
Lançado em 27 de maio de 1998, 22 dias após a morte de hide, "Ever Free" estreou em primeiro lugar nas paradas semanais japonesas da Oricon Singles Chart, substituindo seu single anterior "Pink Spider", com mais de 516.000 cópias vendidas na primeira semana. Até o final do ano, vendeu 842.440 cópias e foi o 23.º single mais vendido do ano, sendo certificado com dupla platina pela RIAJ.
Em 2 de maio de 2007, "Ever Free" foi relançado. Em 8 de dezembro de 2010, foi relançado novamente como parte do terceiro lançamento de "The Devolution Project", projeto de lançamento dos onze singles originais de hide em vinil de disco de imagem.

## Faixas
Todas as faixas escritas e compostas por hide. 
| N.º | Título                          | Duração |  |
| 1.  | "Ever Free"                     | 3:39    |  |
| 2.  | "Ever Free (Voiceless Version)" | 3:51    |  |
| 3.  | Sem título (Faixa escondida)    | 6:10    |  |

- A terceira faixa oculta sem título começa com 5 minutos e 13 segundos de silêncio, representando 13 de maio, data de lançamento de "Pink Spider" e então uma parte dessa música é tocada.

## Créditos
Créditos retirados do encarte de Ja, Zoo.
- hide - voz, guitarra, baixo
- Joe - bateria
- Eric Westfall - engenheiro de mixagem, engenheiro de gravação (em Sunset Sound)
- S. Husky Höskulds - engenheiro assistente (Sunset Sound Factory)
- Daiei Matsumoto - engenheiro de gravação (em Hitokuchizaka-Studio)
- Kazuhiko Inada - engenheiro de gravação
- Hiroshi Nemoto - engenheiro assistente (Hitokuchizaka-Studio)
- Kevin dean - engenheiro assistente (Sunset Sound)

## Versões cover
A canção foi gravada por Transtic Nerve álbum de tributo Hide Tribute Spirits de 1999.
Também foi tocada ao vivo pelo DJ Ozma no hide memorial summit em 3 de maio de 2008.
Uma versão instrumental da canção foi incluída na trilha sonora do filme Attitude.
A faixa foi regravada por defspiral, que é composta por quatro dos cinco ex-integrantes do Transtic Nerve, no álbum Tribute II -Visual Spirits- e por Born no Tribute III -Visual Spirits-, ambos lançados em 3 de julho de 2013.
Yuki Koyanagi gravou uma versão para o Tribute VI -Female Spirits-, lançado em 18 de dezembro de 2013.
Também regravada por Takanori Nishikawa para o álbum Tribute Impulse de 6 de junho de 2018.